# HIGH LIFE
『HIGH LIFE』（ハイ・ライフ）は反町隆史2枚目のアルバム。1998年9月18日発売。
発売元は、マーキュリー・ミュージックエンタテインメント。

## 収録曲
全作詞：反町隆史／全編曲：吉田建
1. HIGH LIFE
作曲：井上慎二郎
2. POISON～言いたい事も言えないこんな世の中は～
※3枚目シングル表題曲
作曲：井上慎二郎
3. BELIEVE
作曲：都志見隆
4. SINCERELY
作曲：氷室京介
5. ONE [Album mix]
※2枚目シングル表題曲Album version
作曲：氷室京介
6. If you love me, don't forget me.
※3枚目シングルカップリング曲
作曲：花田裕之
7. Lookin' for my dream
作曲：都志見隆
8. Hold the world tight
作曲：井上慎二郎
9. BREAKIN' THROUGH THE NIGHT
※2枚目シングルカップリング曲
作曲：KOHEY TSUCHIYA
10. FOR TOMORROW　（Instrumental）
作曲：吉田建
11. REAL LIFE
作曲：花田裕之